# Монревель
Монревель (фр. Montrevel) — коммуна во Франции, находится в регионе Рона — Альпы. Департамент коммуны — Изер. Входит в состав кантона Вирьё. Округ коммуны — Ла-Тур-дю-Пен.
Код INSEE коммуны — 38257. Население коммуны на 1999 год составляло 346 человек. Населённый пункт находится на высоте от 441  до 705  метров над уровнем моря. Муниципалитет расположен на расстоянии около 440 км юго-восточнее Парижа, 55 км юго-восточнее Лиона, 45 км северо-западнее Гренобля. Мэр коммуны — M. Daniel VITTE, мандат действует на протяжении 2008—2014 гг.
Динамика населения (INSEE):